# Darevskia sapphirina
Darevskia sapphirina este o specie de șopârle din genul Darevskia, familia Lacertidae, ordinul Squamata, descrisă de Schmidtler 1994. A fost clasificată de IUCN ca specie cu risc scăzut. Conform Catalogue of Life specia Darevskia sapphirina nu are subspecii cunoscute.